# Ненсі Дрю (фільм)
«Ненсі Дрю» (англ. Nancy Drew) — американський фільм 2007 року за мотивами популярної серії детективів Керолайн Кін про Ненсі Дрю. У головній ролі знялася Емма Робертс. Фільм був знятий в Лос-Анджелесі режисером Ендрю Флемінгом і вийшов в прокат 15 червня 2007 року.

## Сюжет
Ненсі Дрю і її батько, Карсон Дрю, адвокат, переїжджають на два місяці з Рівер-Гайтс до Каліфорнії, де Карсон отримав тимчасову роботу. Вони знімають будинок, який вибрала Ненсі — особняк Голлівудської кінозірки Делії Дрейкотт, чиє вбивство, що сталося тут у 1981 році, до цих пір не було розкрито. Незважаючи на таємниці, батько просить Ненсі припинити свої розслідування і стати нормальним підлітком: вчитися, ходити по магазинах і розважатися. Однак в школі її вважають дивною, і єдиний друг, якого Ненсі зустріла там — 12-річний Коркі, молодший брат її модної і популярної однокласниці — Інги. У будинку Ненсі зустрічає привид його колишньої власниці, Делії, яке просить допомогти їй. Трапляються й інші дивні речі: пропадає папка Ненсі з газетними вирізками про Делію, ночами чуються кроки на горищі, а садівник Джон Лешінг завжди з'являється несподівано і наче з нізвідки. Серед старих речей на горищі Ненсі знаходить лист Делії, адресований якомусь «Зі», мабуть, її коханцю...
Всупереч обіцянці не займатися більше розслідуваннями, Ненсі береться за розгадку таємниці Делії Дрейкотт.

## У ролях
- Емма Робертс — Ненсі Дрю
- Тейт Донован — Карсон Дрю
- Макс Тіріот — Нед Нікерсон
- Лора Геррінг — Делія Дрейкотт
- Маршалл Белл — Джон Лешінг
- Рейчел Лі Кук — Джейн Брайтон
- Джош Фліттер — Коркі
- Даніелла Моне — Інга
- Келлі Вітц — Тріш
- Емі Брукнер — Бесс Марвін
- Кей Панабейкер — Джорджі Файн
- Девід Б. Доті — батько Мерфі
- Керолайн Аарон — Барбара Барбара
- Кліфф Беміс — шеф Макгінніс
- Адам Кларк — сержант Біллінгс
- Кейтлін Ван Ітем — Аллі Брайтон
- Річ Купер — Чарлі
- Брюс Вілліс — камео
- Баррі Боствік — Дешіел Бідермейер

## Саундтрек
- «Come to California» (Matthew Sweet)
- «Perfect Misfit» (Liz Phair)
- «Kids in America» (The Donnas)
- «Pretty Much Amazing» (Joanna)
- «Looking for Clues» (Katie Melua)
- «Hey Nancy Drew» (Chris Price)
- «Like a Star» (Corinne Bailey Rae)
- «Nice Day» (Persephone's Bees)
- «Blue Monday» (Flunk)
- «We Came to Party» (J-Kwon)
- «All I Need» (Cupid)
- «Party Tonight» (Bizarre)
- «When Did Your Heart Go Missing?» (Rooney)
- «DARE» (Gorillaz feat.Shaun Ryder)

## Створення
Зйомки велися у 2006 році. На той момент Емма Робертс не мала прав і не могла водити родстер в сценах переслідування. Фільм знімався в декількох містах Каліфорнії, в тому числі в Саут-Пасадені, Лос-Анджелесі, Санта-Кларіті, Лонг-Біч, Ла-Каньяда-Флінтріджі і Бербанку. У фільмі Ненсі їздить в блакитному кабріолеті Nash Metropolitan.

## Касові збори
За перший вікенд у США фільм зібрав $6,8 мільйона. За весь час у домашньому прокаті фільм отримав $25,6 мільйона та $5,05 мільйона за кордоном. Загальні збори склали $30,6 мільйона.